# Lochinvar-Nationalpark
Der Lochinvar-Nationalpark liegt in der Südprovinz in Sambia.

## Geografie
Er ist der südliche Teil der Kafue-Auen und bildet mit dem nördlichen Blaue-Lagune-Nationalpark eine Einheit. Beide Gebiete wurden vom World Wildlife Fund 1960 aus Gründen des Tierschutzes gekauft. Flussaufwärts liegt der Itezhitezhi-Damm mit dem Kafue-Nationalpark, flussabwerts die Kafue-Talsperre. Letzterer dient auch dem Zweck, den Wasserspiegel in den Kafue-Auen konstant zu halten und diese regelmäßig zu fluten.

## Beschreibung
Der Park umfasst 428 km² Wald (Acacia albida und Combretum), Auen und Lagunen. In ihm entspringen die heißen Quellen (60–90 Grad Celsius) von Gwisho. Der Park bietet wie sein nördlicher Teil eine große Zahl von Vogelarten (428 wurden hier gezählt), große Herden von Letschwe-Antilopen, aber auch Büffel, Gnus, Zebras. Anders als der nördliche Blaue-Lagune-Nationalpark ist der von Lochinvar touristisch erschlossen. Er bietet Lodges und Camps. Erreicht werden kann der Park über die Stadt Monze. Er kann das gesamte Jahr über besucht werden.